# Människans könsorgan
Människans könsorgan eller underlivet, latin genitalia, är de organ som används för att befruktning skall kunna ske. Könsorganen är egentligen flera organ i människokroppen, men när man talar om ett enda könsorgan brukar man vanligen mena antingen det manliga könsorganet penis eller det kvinnliga könsorganet vagina.